# Orde van Sharifian Alawaidis
De Orde van Sharifian Alawaidis (Arabisch: "Wissam Alaouit Cherifien" of in het Frans "Ordre de la Maison Chérifienne Alaouite") werd in 1913 gesticht door Sultan Yusef ben Hassan van Marokko die in 1912 zijn broer Mulai Abd al-Hafiz (Abdelhafid) verjoeg. De in 1910 door Abdelhafid gestichte Orde van Hafiz ("Nishan Hafidien" of "Ordre de Hafiz") werd vervangen door deze ridderorde die ook in 2008 nog wordt verleend.
Het huis der Alaouiten, afstammelingen van de profeet Mohammed, regeert sinds 1664 over Marokko.
De orde heeft vijf graden en is de hoogste Marokkaanse orde van verdienste. De orde wordt ook een "dynastieke orde" of Huisorde genoemd.
Het kleinood is een gouden ster met wit geëmailleerde armen met gouden en rode biezen. Op de vijf punten zijn gouden balletjes aangebracht. Als verhoging en verbinding met het oranjerode lint met de witte strepen is een gouden palmtak bevestigd. De vijfpuntige ster is van zilver. Voor 1913 was het lint egaal oranje.
Het ridderkruis is niet op groene palmtakken gelegd, de sterren van de hogere graden zijn dat wel.
Het ridderkruis draagt als enig versiersel een gouden Arabische tekst op de armen van de ster.
In het rode medaillon op de voorzijde staat in het Arabisch "Zijne Majesteit Youssoufienne", op de keerzijde staat een gouden parasol.

## Gedecoreerden
- Ferdinand Foch, Grootkruis
- Joseph Joffre, Grootkruis
- Dwight D. Eisenhower, Grootkruis
- Jean-Marie Charles Abrial, Commandeur
- Hubert Lyautey, Grootkruis
- George Patton, Grootkruis
- René-Émile Godfroy, Commandeur
- Jean de Laborde, Grootkruis
- Antoine Béthouart, Grootkruis
- Henri Giraud, Grootkuis
- Marie-Pierre Kœnig, Grootkruis
- Philippe Leclerc de Hauteclocque, Grootkruis
- Omar N. Bradley, Grootofficier
- Charles Noguès, Officier
- Kenneth Arthur Noel Anderson, Grootkruis